# Naturschutzgebiet Rüggen
Das Naturschutzgebiet Rüggen mit einer Größe von 13,36 ha liegt nordöstlich von Dreislar im Stadtgebiet von Medebach. Es wurde 2003 mit dem Landschaftsplan Medebach durch den Hochsauerlandkreis als Naturschutzgebiet (NSG) ausgewiesen. Das NSG ist Teil des Europäischen Vogelschutzgebiets Medebacher Bucht.

## Gebietsbeschreibung
Im NSG handelt es sich um den markante Berg Rüggen mit 460 m Höhe mit seinem Wald. Der Wald besteht aus Niederwald mit Rotbuchen und Eichen. Die Buchenwälder nehmen den Großteil des Berges ein und weisen verkrüppelten Wurzelhälse auf. Stellenweise ist im NSG Totholz vorhanden. Die Kraut- und Strauchschicht ist weitgehend auf verschiedene Zwergstraucharten beschränkt. Nach Westen fällt der Bergrücken steil zum Oswinkeltal ab. An diesen Unterhängen hat die Eiche größere Anteile der Baumschicht. Durch die dichte Bestockung ist hier kaum Unterwuchs vorhanden, lediglich am Hangfuß ist die Strauchschicht stärker ausgebildet.
Im Jahr 2023 kaufte die Nordrhein-Westfalen-Stiftung Naturschutz, Heimat- und Kulturpflege für 15.000 Euro eine Fläche im Schutzgebiet.

## Pflanzenarten im NSG
Vom Landesamt für Natur, Umwelt und Verbraucherschutz Nordrhein-Westfalen dokumentierte Pflanzenarten im Gebiet: Besenheide, Draht-Schmiele, Hain-Rispengras, Heidelbeere, Kleiner Sauerampfer, Roter Fingerhut, Salbei-Gamander, Schönes Frauenhaarmoos, Wald-Ehrenpreis, Wald-Habichtskraut, Weiches Honiggras, Weißliche Hainsimse, Wiesen-Wachtelweizen. 

## Schutzzweck
Das NSG soll der Erhaltung eines größeren, zusammenhängenden Waldbestandes aus ehemaliger Niederwaldwirtschaft als selten werdender Lebensraumtyp dienen. Wie bei allen Naturschutzgebieten in Deutschland wurde in der Schutzausweisung darauf hingewiesen, dass das Gebiet „wegen der Seltenheit, besonderen Eigenart und Schönheit des Gebietes“ zum Naturschutzgebiet erklärt wurde.